# Петрані
Петра́ні — село в Україні, у Жмеринській міській громаді Жмеринського району Вінницької області.

## Географія
Село сполучене асфальтованою дорогою з селами Дубова і Кармалюково. Розмістилося в пониззі схилу Волино-Подільської височини, на водорозділі струмків, що стікають з урочища «Заньч» і несуть воду до річки Думка. Ставки села мають стоки в бік річки Згар. Північні схили села переходять у долини, покриті осоковими, хвощови-ми, жовтецевими рослинами. Підвищені схили на весні покриваються жовтогарячим цвітом мати-мачухи, його змінює сонячна кульбаба. Пагорби і долини багаті різнотрав'ям, що квітує до глибокої осені. Високі сінокоси оточують село з усіх боків, Милують око білокорі берези, граби, клени, ясени, дуби.
На західній околиці села бере початок Безіменна річка, ліва притока Думки.
На околиці села розташований ландшафтний заказник місцевого значення Борсуки.

## Історія села Петрані
Заснування села пов'язане з Гербертом, управляючим Барським старостатством. Він відомий тим, що побудував новий Барський кам'яний замок:
|  | При Герберте получили надание еще родоначаль ники Петрановских. Петрану Васку Ясковичам разрешено было заселить урочище Роменну: потомки их назывались Петрановскими, а село получило второе имя Петрановцев или Петраней |

 М. Грушевський.
Перші Петранівці отримали право на володіння Роменою в середині XVI ст., наближено 1550 р. З цього можна зробити висновок про існування села раніше цієї письмової згадки. Петранівці спочатку не були шляхтичами. За старанність і вірну службу Барському Замку їх удостоїли шляхетства. їхній рід був нечисленним. Значні наділи в Петранях відійшли через родичання до інших прізвищ.
|  | Так с половини XVII века водворяются здесь Драгомерецкие, один из которых был женат на вдове Северина Петрановского, кроме него в XVII веке видим здесь волохов - Бацулы, Дыдыскулы, Моймессулы (румьны, молдаване) |

 — М. Грушевський
Під Час народно-визвольної війни 1648—1654 рр. Петранівські стали на бік козаків. Ярема Петранівський дослужився до чину полковника в польськом у Коронному війську. Потім з братами Данилом, Василем, Іваном служив у гетьмана Тетері. Один із братів потрапив у полон до татар. Гетьман Тетеря в 1663 році поклопотав про його звільнення. Ярема Петранівський стає прибічником гетьмана Петра Дорошенка. Двічі від його імені (1669—1670 рр.) їздив у Варшаву. Коли Дорошенко вів переговори з польським королем, Ярема був заручником (1672 р.)
у турецького султана. Коли П. Дорошенко почав втрачати міць, Ярема зрадив його і почав співпрацювати з Москвою, куди передавав різні повідомлення про Дорошенка. В цей час його називали колишнім полковником чигиринським, подальша доля невідома. Його внук в XVII ст. став управителем генерального обозного Кочубея в Бахмачі.
З Петранями пов'язана доля дочки Євгена Тичини — рідного брата відомого українського поета. Її чоловік перед початком Німецько-радянської війни був учителем школи. Звідси призваний в армію, коли почалася війна.
Дружина з дітьми залишилась у селі. Німці, дізнавшись про її зв'язок з Павлом Григоровичем Тичиною, забрали з села, подальша їх доля невідома. Цю історію розповів Кузьма Григорович Коцюмаха — учитель праці Стодулецької школи та пенсіонер Григорій Гнатович Посвалюк.
У 1924 р. в селі створено садово-городнє товариство «Шлях». У списках колгоспів Жмеринського району з 1929—1930 рр. є колгосп «Червоний хлібороб». У нього входило 8 селянських господарств. Площа землі становила 29 десятин. З 1932 р. господарство обслуговувалось Сербинівською МТС. Земельної площі в с. Петрані було 748 га, орної — 644 га, коней було 67, дворів — 190.
У 1930 році було відкрито семирічну школу. В період репресій директор школи був заарештований, як ворог народу, його подальша доля невідома. Протягом 1934—1938 рр. репресовано з села Петрані до 25 осіб, з села Головченці — 4 чоловіки.
У 1967—1968 навчальному році в початковій школі навчалося 34 учні. Книжковий фонд бібліотеки становив 2500 книг. За період окупації з села вивезено в Німеччину, Бельгію, Францію 5 чоловіків, З жінки, 38 дітей; коней — 63, волів — 18, корів — 71, свиней — 66; спалено 6 хат, вивезено 2191 ц зерна.
12 червня 2020 року, відповідно до Розпорядження Кабінету Міністрів України від  № 707-р «Про визначення адміністративних центрів та затвердження територій територіальних громад Вінницької області», увійшло до складу Жмеринської міської громади.
19 липня 2020 року, в результаті адміністративно-територіальної реформи та ліквідації Жмеринського району, село увійшло до складу новоутвореного Жмеринського району.